# Gội gân mập
Gội gân mập (danh pháp khoa học: Aglaia crassinervia) là một loài thực vật thuộc họ Meliaceae. Loài này có ở Brunei, Ấn Độ, Indonesia, Malaysia, Myanmar, Philippines, và Thái Lan.